# Мустакурму
Му́стакурму (ест. Mustakurmu küla) — село в Естонії, у волості Аг'я повіту Пилвамаа.

## Населення
Чисельність населення на 31 грудня 2011 року становила 37 осіб.

## Географія
Дістатися села можна автошляхом 180 (Аг'я — Вастсе-Куусте).